# 拍子神社
拍子神社（ひょうしじんじゃ）は、奈良市登大路町にある神社。春日大社の末社。

## 歴史
かつては興福寺の管轄だったが、明治以降に春日大社の末社として機能するようになった。
祭神に芸能の神様とされている鎌倉時代の雅楽家・狛近真（興福寺所属）を祀る。

## 祭神
- 拍子神

## アクセス
- 奈良交通バス
  - JR、近鉄奈良駅から「市内循環外回り」・「中循環外回り（近鉄奈良駅からのみ）」・「高畑町」行き乗車、「県庁東」バス停下車、北西にすぐ